# Drapelul Indoneziei

Steagul Indoneziei

Steagul național indonezian este numit "Sang Saka Merah Putih".
După cum scrie în Articolul 35 din Constituția de la 1945, steagul este alcătuit din două culori, roșu deasupra culorii albe. Lățimea sa reprezintă două treimi din lungime sau 2 metri pe 3 metri. Este arborat în fața Palatului Prezidențial, a clădirilor guvernamentale și a misiunilor diplomatice indoneziene în străinătate. 
Primul steag a fost în mod curajos purtat în mijlocul forțelor de ocupație japoneze în ziua în care s-a proclamat Independența de stat a Indoneziei. De atunci, a fost arborat la sărbătorile Zilei Independenței în fața Palatului Prezidențial din capitala Jakarta. Acest steag istoric sau "bendera pusaka" a fost arborat ultima dată la 17 august 1968. După aceea a fost păstrat și înlocuit cu o replică țesută din mătase pură indoneziană.